# Pehr Henrik Nordgren

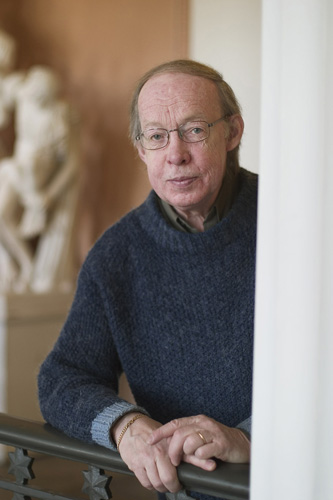
Pehr Henrik Nordgren.

Pehr Henrik Nordgren, född 19 januari 1944 i Saltvik, död 25 augusti 2008 i Vetil, var en finländsk (finlandssvensk) tonsättare, bosatt i Kaustby. Nordgren använde ofta element ur folkmusiken i sina verk.  Några exempel:
- Fyra dödsbilder (Neljä kuolemankuvaa) op. 8 (1968) för kammarorkester
- 1:a violinkonserten op. 10 (1969)
- Konsert för klarinett, folkinstrument och liten orkester op. 14 (1970)
- Spelmansporträtt (Pelimannimuotokuvia) op. 26 (1976)

Han har använt finska folkinstrument såsom kantele som konsertinstrument, till exempel i Equivocations (1981) och i kantelekonserten op. 66 (1985).
Ett av hans viktigaste verk är Beaivi, áhčážan (Solen, min far) för solister, kör och orkester. Verket är komponerat till Nils-Aslak Valkeapääs samiska dikter.
Nordgren studerade 1970–1973 i Japan och har också skrivit japaninspirerade verk och använt japanska instrument (shakuhachi-flöjt, shamisen, koto och jushichigen) i sin musik.
Nordgren komponerade bl.a. åtta symfonier, ett trettiotal konserter, stora orkester- och körverk, elva stråkkvartetter och annat kammarmusik och två samlingar av Kwaidan-ballader för piano efter japanska spökhistorier samlade av Lafcadio Hearns.
Trots att Nordgren ofta använde folkinstrument som konsertinstrument så ville han bryta den omedelbara kopplingen till traditionen, genom att till exempel stämma om kantelens oktaver i olika skalor. I verken med japanska instrument används instrumenten som moderna konsertinstrument utan japansk tematik. Instrumenten ger dock genom sin klang en koppling till det japanska.